# Конго (народ)

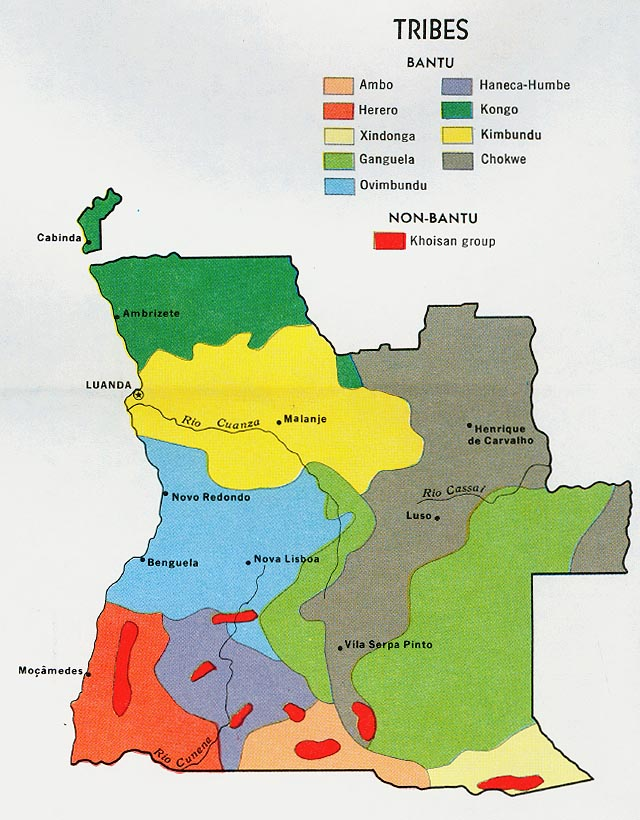
Баконго, овимбунду и другие народы на карте Анголы

Ко́нго (бако́нго) — народ, населяющий низовья реки Конго в Демократической Республике Конго, пограничные районы Анголы и Народной Республики Конго. 
Общая численность — более 10 млн человек.
Говорят на языке киконго (языковая группа банту).
Около XIV века конго составили этническое ядро раннего государства Конго.

## Культура и религия

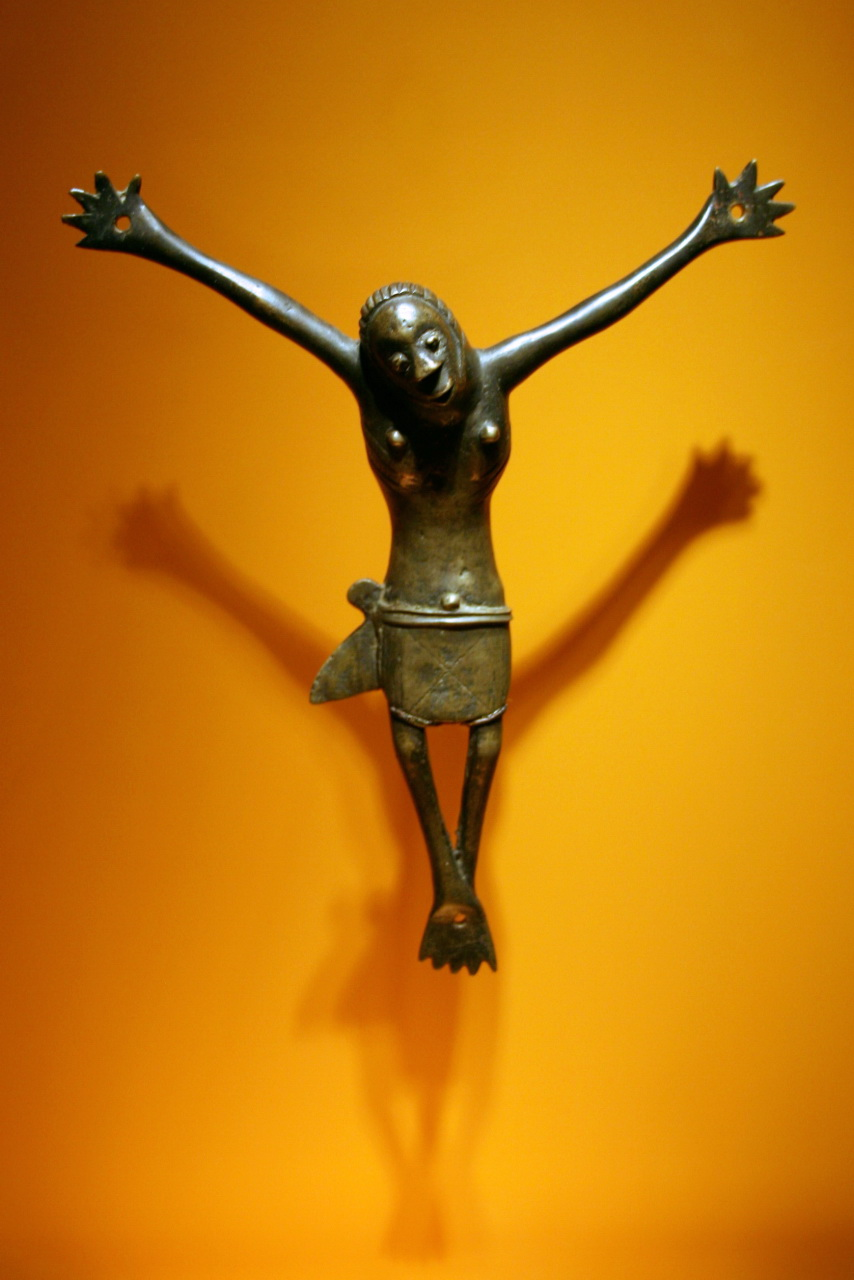
Распятие XVII века. Ручная работа мастера народа конго.

Большинство конго являются христианами, часть конго придерживается местных традиционных верований (верховные божества — богиня земли прародительница Нзамби и бог неба Нзамби-Мпунгу).
У конго сохраняется матрилинейный счёт родства.
Основные занятия — мотыжное земледелие (маниок, бананы) и ремёсла. Развита охота.